# Hug Bonapart
Hug Bonapart, segles xiv i xv, va ser un jurista que va ser nomenat pel rei Martí l'Humà l'any 1409 regent de Còrsega. Era membre de la familia Bonapart, documentada a Mallorca des de mitjans dels segle xiv. Segons alguns genealogistes d'aquest Hug Bonapart descendeix Carlo Maria Buonaparte, pare de Napoleó Bonaparte. D'altres, afirmen que seria descendent d'un Francesco Buonaparte, d'origen florentí que, des de Gènova passa a Còrsega a principis del segle xvi.